# Carla García
 (janvier 2024).
Le contenu est difficilement compréhensible vu les erreurs de traduction, qui sont peut-être dues à l'utilisation d'un logiciel de traduction automatique.
Carla Ximena García Buscaglia, née le 9 février 1975 à Lima, est une écrivaine, attachée de presse et productrice audiovisuelle péruvienne. Elle a été blogueuse et chroniqueuse à La República pour postérieurement se consacrer à la conduite de ses espaces politiques en radio et télévision.

## Biographie
Fille du deux fois président du le Pérou, Alan García, et de Carla Buscaglia Castillan; elle a étudié dans le collège Villa María de la ville de Lima,.
Dans ses premiers ans elle s'a consacré à la course de communicatrice depuis qu'a complété sa spécialité dans l'Institut péruvien de publicité. À cause de l'auto-coup d'État de 1992 au Pérou, elle a voyagé au Chili pour graduarse dans l'université de ce pays, en que s'a consacré aussi à l'écriture de poésies,,. Elle a en plus travaillé dans la gestion politique de l'université de Saint-Martin de Porres. En 2010, elle  a publié le livre Queloide, que comprend une sélection de 150 des 500 articles publiés dans le blog homónimo au livre. Il a été réédité 13 ans plus tard.
Entre 2008 et 2018 elle a été chroniqueuse du quotidien La República descends le titre de Esquina baja. Selon Llorente et Cuenca en 2018, García partage les premiers posts avec Juliana Oxenford dans la liste de «leaders #digital sur empoderamiento féminin» que représente dans la catégorie de «violence de genre physique et psychologique» en raison du grand engagement par son activismo politique. En 2011 ils ont compris son opinion dans le livre 75 opiniones sobre el aborto. Un tema para hablar, una agenda para discutir. Un thème pour parler, une agenda pour disputer.
Je joins à Ricardo Ayala a produit divers documentaires pour sa productrice audiovisuelle Masmédula. Son premier mediometraje a été El niño de Cusco, créé en 2007, qu'outre produire a écrit le guion centré dans les 40 heures de registre vers une image mystique du lieu,,. Il a été présenté en télévision chilienne. Postérieurement, son documentaire Justice a encaissé au Concours de courts métrages du ministère de la Culture.
En août 2012, elle a été convoquée par la chaîne Latina Televisión pour conduire l'espace de telerrealidad La casa de los secretos,,.
En 2014, elle a dirigé l'œuvre collective photographique de caractère social Proyecto Helga, présentée au musée d'Art contemporain de Lima,.
Aussi, en 2014 je joins à Beto Ortiz a conduit son programme de politique en Radio Capitale,. Tous les deux ont produit le documentaire Público cautivo en 2019, descends la marque de Masmédula, et cofondé le blog El Pollo Farsante en 2020.
En 2020 elle a collaboré avec l'Éditrice Planète pour le lancement du livre biographique posthume de son père, Metamemorias, présenté à la Foire du livre d'Arequipa,. Depuis l'an suivant (2021) conduit son propre programme dominical d'opinions et entretiens, Políticas, pour Willax Televisión,. Il est dirigé dans la participation des femmes dans le milieu politique, en qu'elles ils ont représenté le 60 % des 450 invités qu'il a hébergés,.

## Publications
- Queloide (2010)